# 50-й саммит G7
50-й саммит «Большой семерки» (G7) — очередная встреча на высшем уровне, проходившая с 13 по 15 июня 2024 года в Фазано, Италия.

## Участники
Саммит 2024 года стал последним для премьер-министра Великобритании Риши Сунака, для президента США Джо Байдена, для премьер-министра Канады Джастина Трюдо, для премьер-министра Японии Фумио Кисиды и для председателя Европейского совета Шарля Мишеля.
| Страна           | Представитель        | Должность                        |
| Канада           | Джастин Трюдо        | Премьер-министр                  |
| Франция          | Эмманюэль Макрон     | Президент                        |
| Германия         | Олаф Шольц           | Канцлер                          |
| Италия           | Джорджа Мелони       | Премьер-министр                  |
| Япония           | Фумио Кисида         | Премьер-министр                  |
| Великобритания   | Риши Сунак           | Премьер-министр                  |
| США              | Джо Байден           | Президент                        |
| Европейский союз | Урсула фон Дер Ляйен | Председатель Еврокомиссии        |
| Европейский союз | Шарль Мишель         | Председатель Европейского совета |

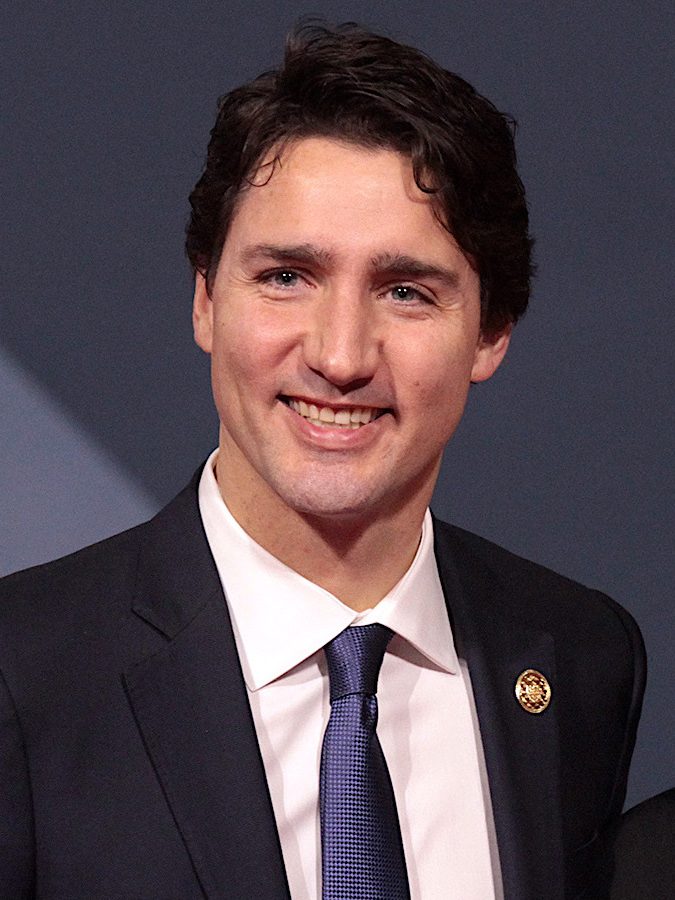
Премьер-министр Канады Джастин Трюдо
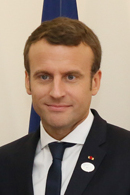
Президент Франции Эмманюэль Макрон
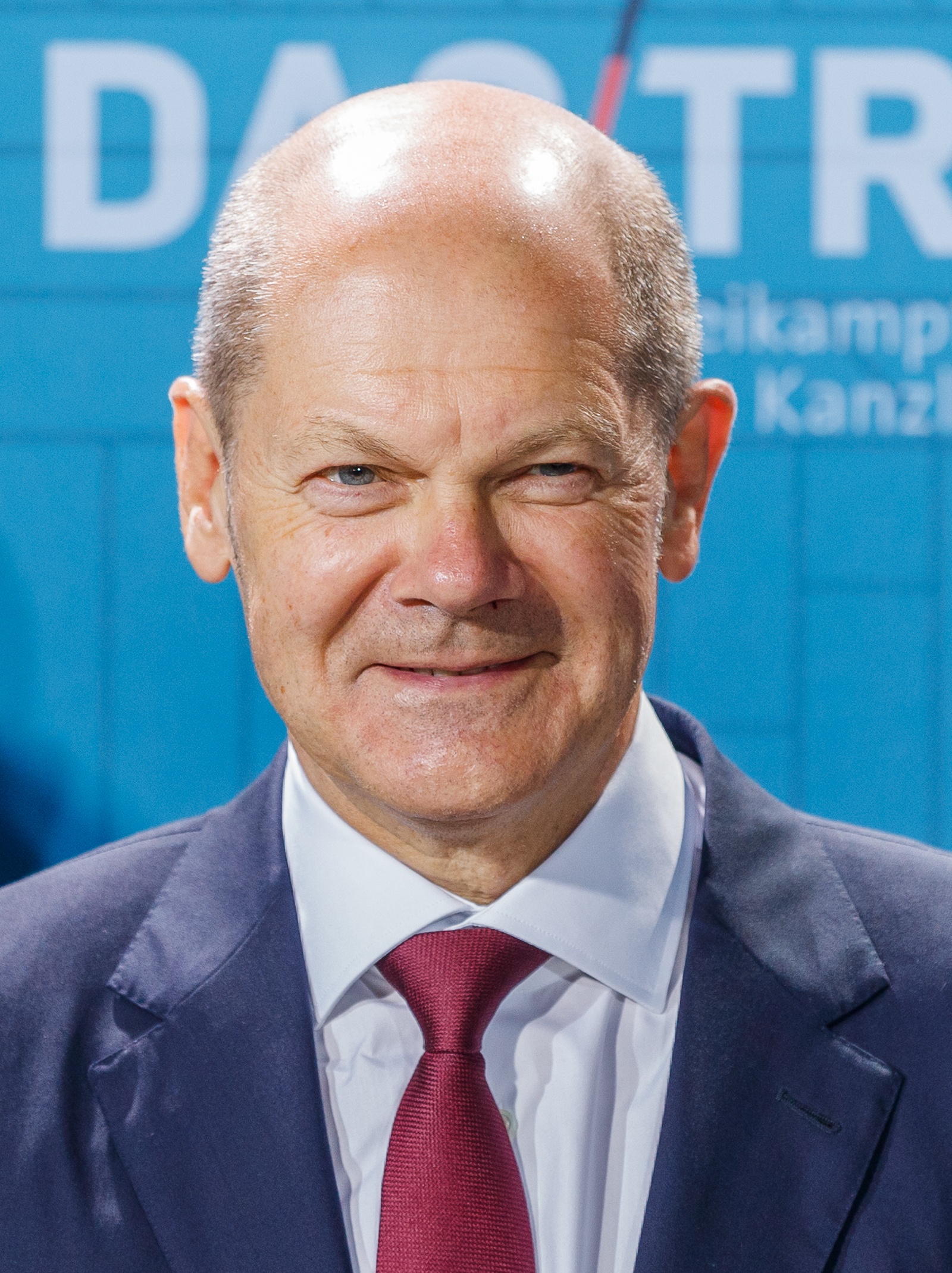
Федеральный канцлер Германии Олаф Шольц
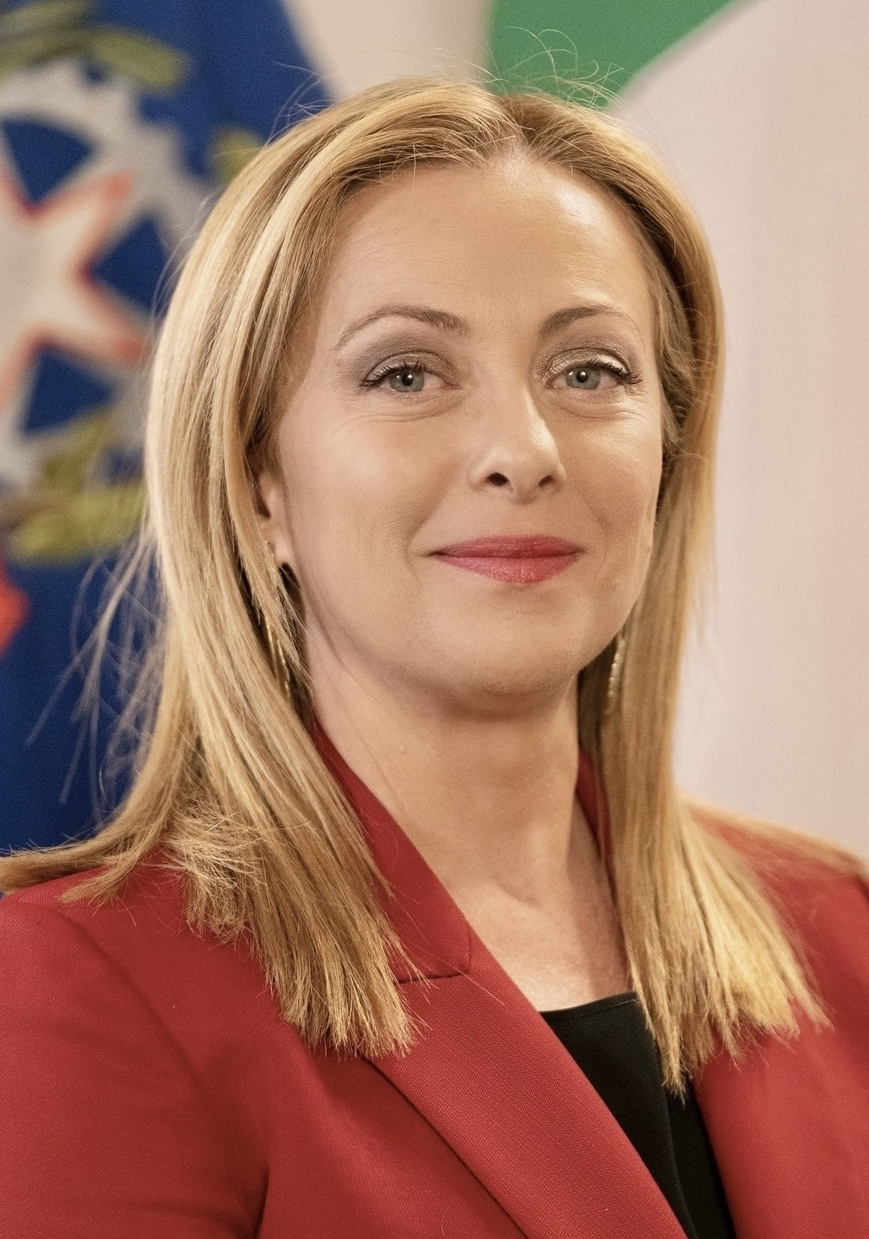
Премьер-министр Италии Джорджа Мелони
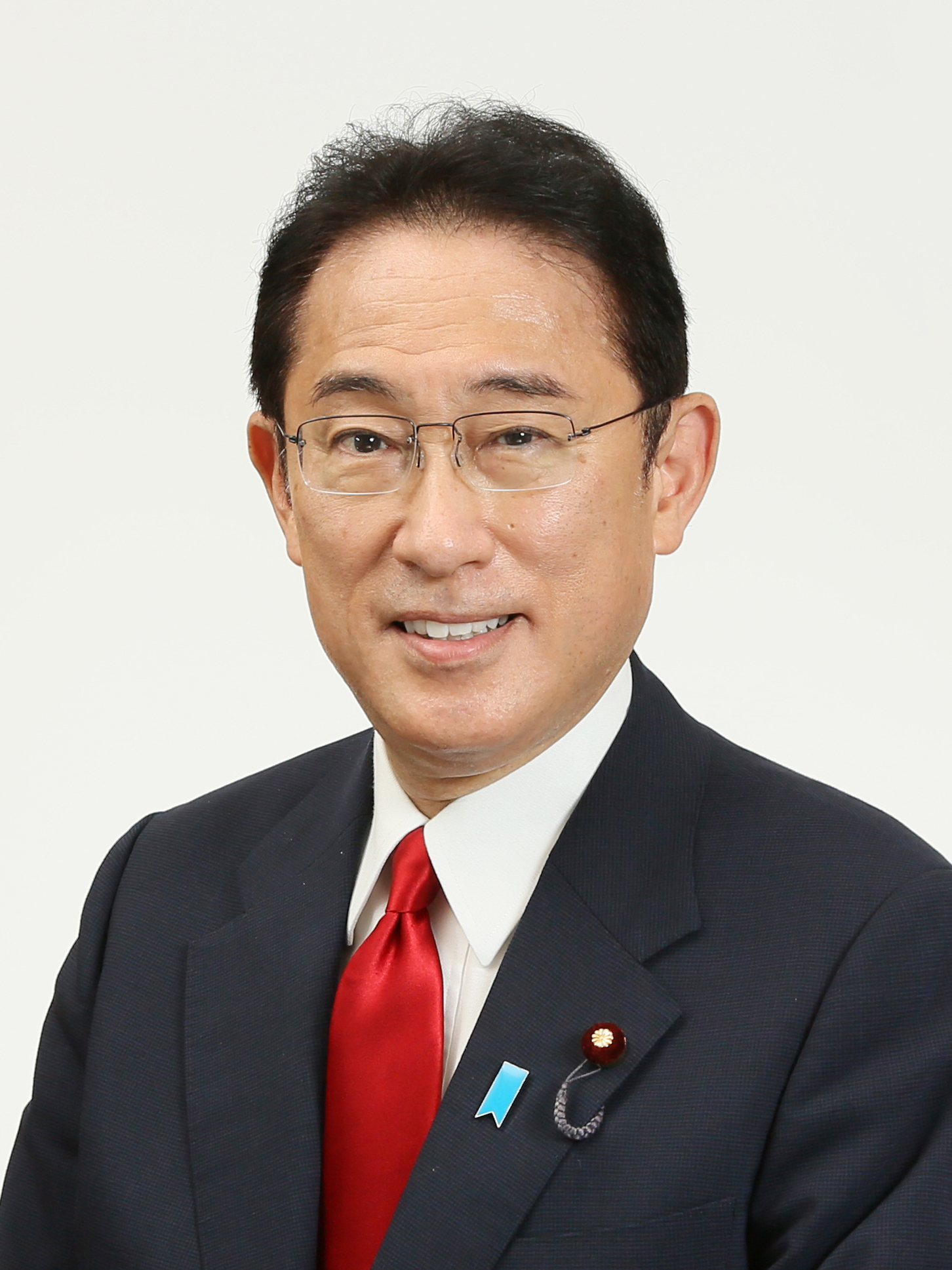
Премьер-министр Японии Фумио Кисида
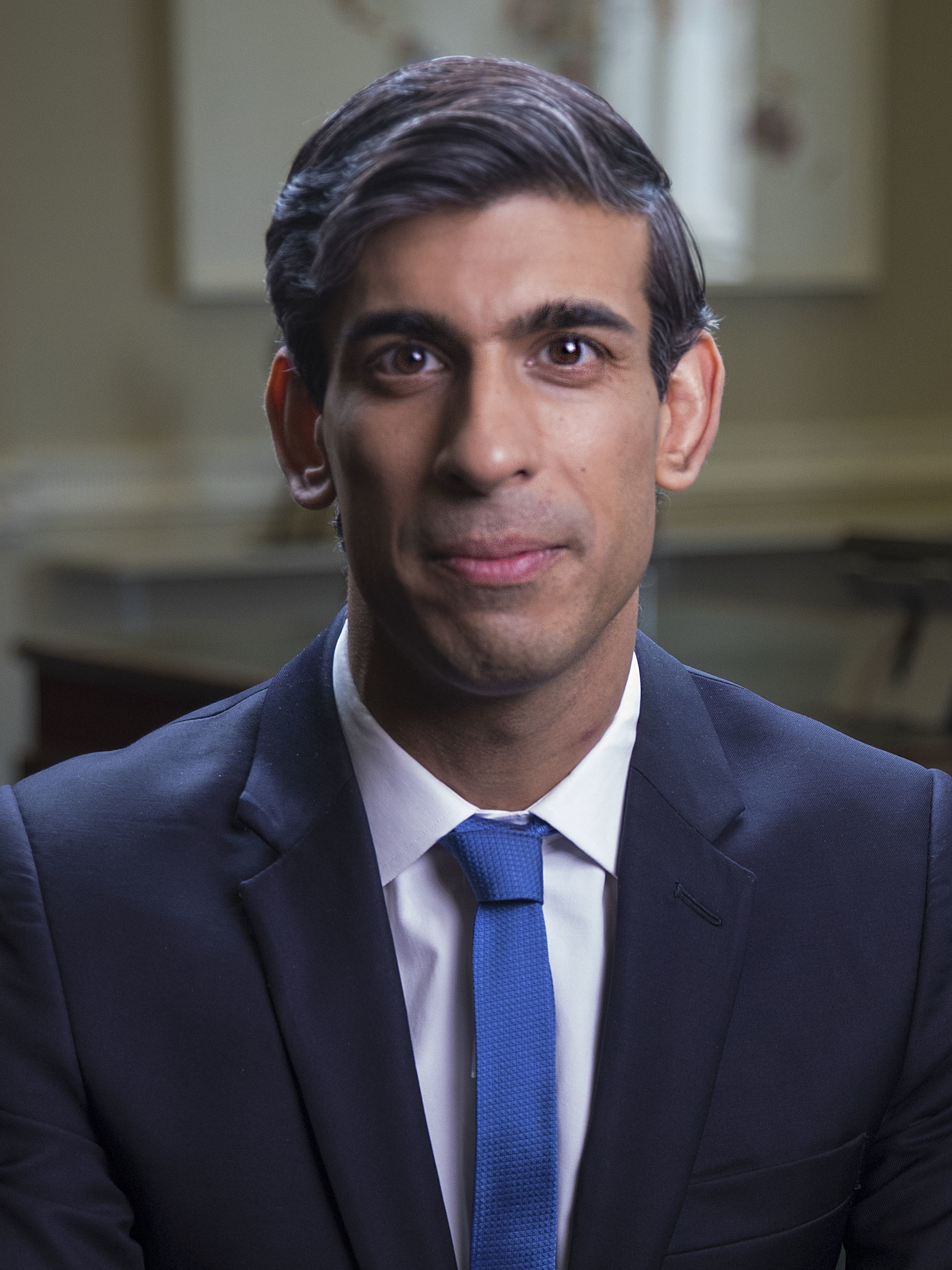
Премьер-министр Великобритании Риши Сунак
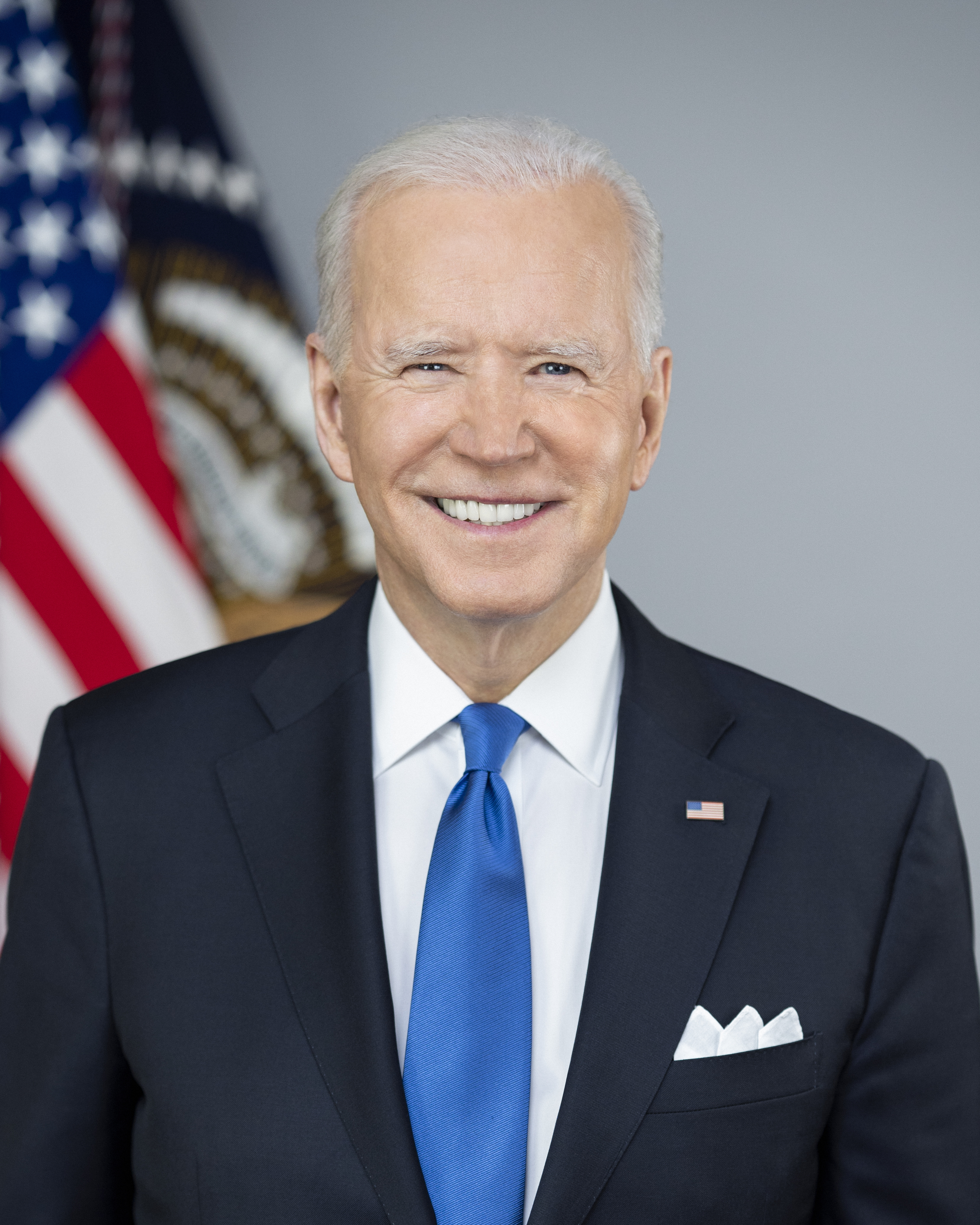
46-й Президент США Джо Байден
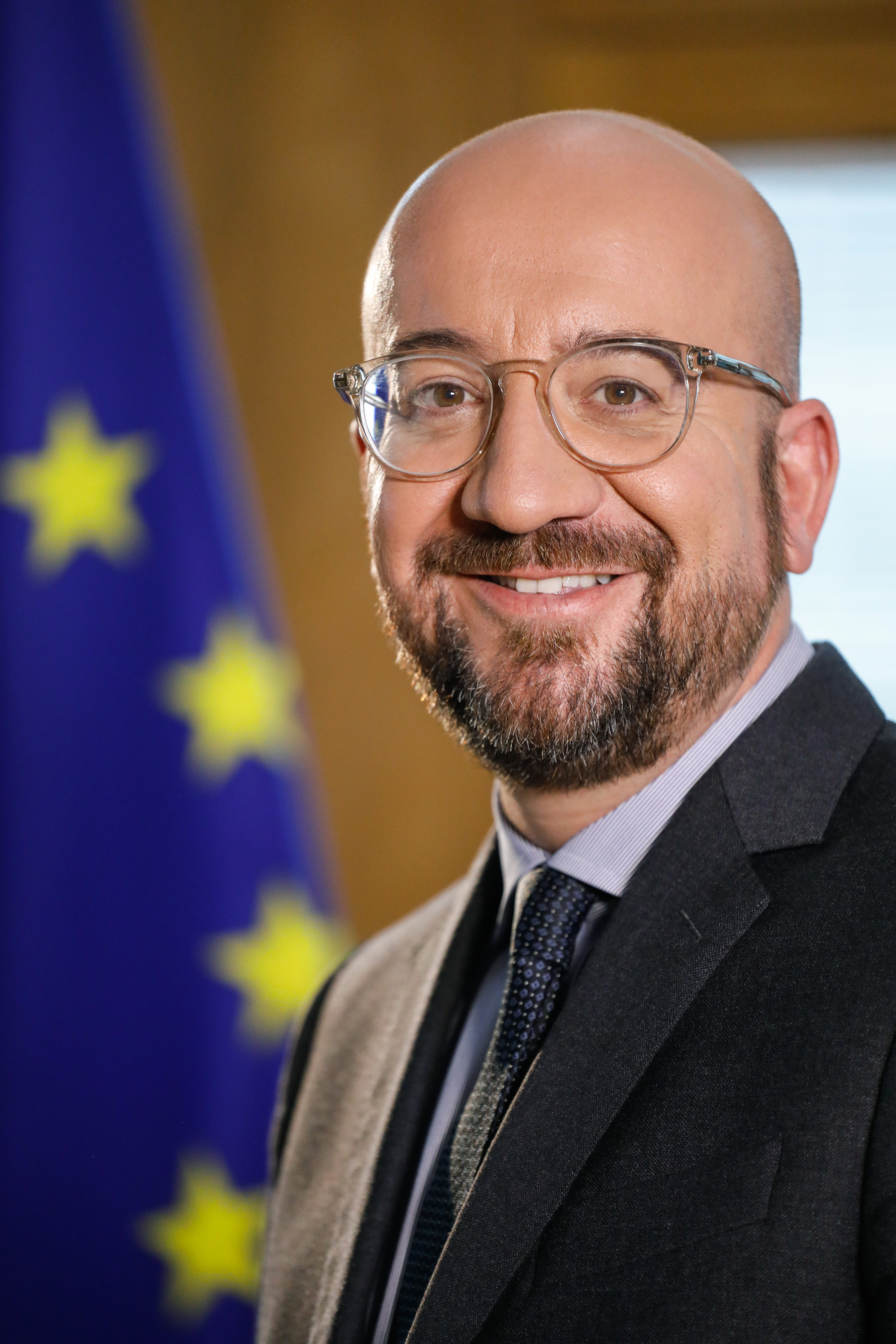
Председатель Европейского совета  Шарль Мишель
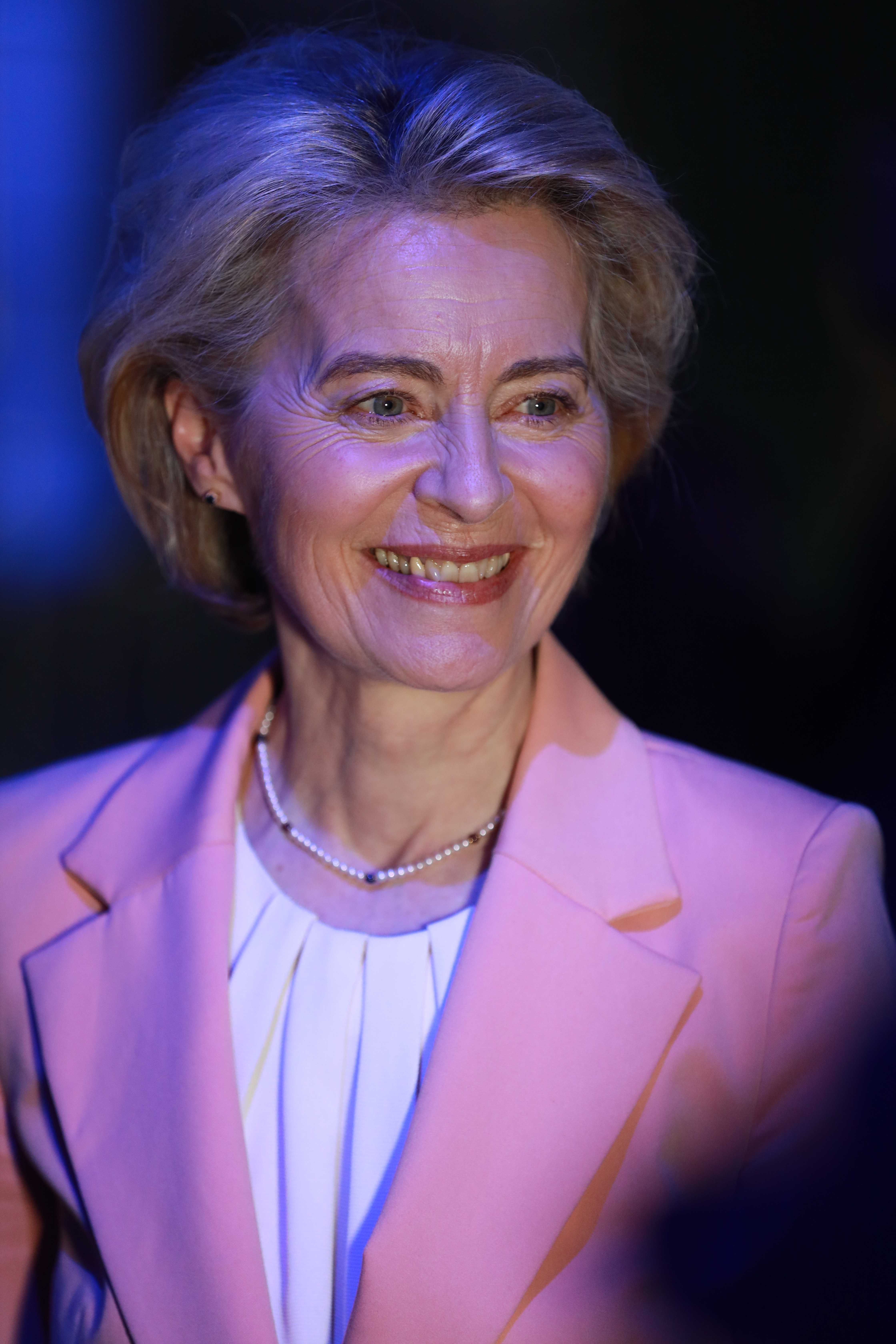
Председатель Европейской комиссии Урсула фон дер Ляйен

## Темы саммита
Одной из центральных тем саммита станет Африка и тема миграции. Приоритетами председательства Италии являются поддержка Украины, энергетическая и экономическая безопасность, миграция и Африка, разрешение конфликта в Газе.